# 吉原宏太
吉原 宏太（よしはら こうた、1978年2月2日 - ）は、大阪府藤井寺市出身の元プロサッカー選手。現役時代のポジションはフォワード（FW）。元日本代表。

## 来歴
初芝橋本高校のエースとして、第74回全国高校サッカー選手権に出場。同大会開幕前までにどのチームとも契約に至っておらず、本人はこの大会を「就職活動の場」と語っていた。結果的にこの大会でチームをベスト4に導き、自身も得点王に輝いたことで卒業後、1996年当時ジャパンフットボールリーグでJリーグ昇格を争っていたコンサドーレ札幌に入団。同期入団に吉成大がいる。プロ入りできた褒美として、大阪の会社社長の実父から赤いポルシェをプレゼントしてもらった。
1997年、出場試合数こそ15試合にとどまったが、5月18日の大塚製薬(現・徳島ヴォルティス)戦で自身初のハットトリックを達成するなど札幌のJリーグ昇格に貢献。
1998年、チームも自身も初のJリーグ挑戦となった3月21日の清水エスパルス戦にてJデビューを果たす。しかし、1999年のJ2開幕に向けた残留争いのルールが、同年に遅れてJリーグに参入した札幌にとって不利な条件だったこともあり、札幌は翌年からJ2での戦いを余儀なくされてしまう。
1999年、札幌に残留した吉原は5月2日のヴァンフォーレ甲府戦でハットトリックを達成するなど順調に得点を重ね、J2所属にもかかわらずフィリップ・トルシエ監督が指揮するU-22オリンピック代表に選出され、アジア予選ではスーパーサブとして起用され、途中出場ながら得点を量産し高い得点率を示す。さらにその活躍が認められ、コパ・アメリカ（南米選手権）に参加するA代表で中山雅史が大会直前に負傷離脱すると、トルシエは五輪予選期間中にも関わらず吉原を追加招集で呼び寄せる。五輪チームを離れA代表に初合流したが、出場は7月2日のパラグアイ戦のみで、フル代表キャップもこれが唯一となった。このシーズンは自身は代表での離脱がありながらも15得点を記録したもののチームは昇格を逃したためJ1でのプレーを希望、オファーがあり故郷にも近いガンバ大阪に移籍した。翌年のシドニー五輪本大会にはバックアップメンバー登録にとどまった。
2001年はニーノ・ブーレと、2002年は、マグロンとのコンビで2年連続二桁得点を記録するなどコンスタントな活躍をみせる。2003年、大黒将志が台頭、また翌年以降も新たに加入したフェルナンジーニョ、アラウージョらの牙城を崩すことが出来ず控えに回ることが多くなり、また西野朗監督との意見の相違もあり出場機会が激減。
2006年、出場機会を求めて大宮アルディージャに移籍した。2007年に5得点をあげチーム得点王になるものの、負傷の影響もあり期待された活躍をすることは出来なかった。
2008年シーズンをもって大宮から戦力外通告を受けた。
2009年、水戸ホーリーホックへの加入が2月18日に発表された。水戸では移籍1年目から活躍。数少ない日本代表経験者として精神的にもチームを支えていたが、2010年シーズン終盤に左アキレス腱断裂の大怪我を負う。2011年シーズンの8月に復帰するものの、11月には肋骨骨折と肺挫傷の怪我を負い再び戦線離脱した。2012年シーズンは、戦列に復帰するものの本来のプレーを見せることが出来ず、同年限りで退団。自身の35歳の誕生日である2013年2月2日に現役を引退すると発表した。
2013年より、株式会社クラッキから派遣という形で、古巣のコンサドーレ札幌のスクールコーチに就任。コンサドーレ札幌公式情報番組「WEEKLY CONSADOLE」（スカパー！）MC。
2022年5月末日、コンサドーレを退社した。6月6日に北海道余市町の町長選（8月23日告示、28日投開票予定）に出馬することが報道された。同月15日に、出馬に至る環境が整わず見送るというコメントを発表した。

## 所属クラブ
ユース経歴
- 1993年 - 1995年 初芝橋本高校

プロ経歴
- 1996年 - 2000年 コンサドーレ札幌
  - 2000年 ガンバ大阪（期限付き移籍）
- 2001年 - 2005年 ガンバ大阪
- 2006年 - 2008年 大宮アルディージャ
- 2009年 - 2012年 水戸ホーリーホック

## 個人成績
| 国内大会個人成績 | 国内大会個人成績 | 国内大会個人成績 | 国内大会個人成績 | 国内大会個人成績 | 国内大会個人成績 | 国内大会個人成績 | 国内大会個人成績 | 国内大会個人成績 | 国内大会個人成績 | 国内大会個人成績 | 国内大会個人成績 |
| 年度             | クラブ           | 背番号           | リーグ           | リーグ戦         | リーグ戦         | リーグ杯         | リーグ杯         | オープン杯       | オープン杯       | 期間通算         | 期間通算         |
| 年度             | クラブ           | 背番号           | リーグ           | 出場             | 得点             | 出場             | 得点             | 出場             | 得点             | 出場             | 得点             |
| 日本             | 日本             | 日本             | 日本             | リーグ戦         | リーグ戦         | リーグ杯         | リーグ杯         | 天皇杯           | 天皇杯           | 期間通算         | 期間通算         |
| ---------------- | ---------------- | ---------------- | ---------------- | ---------------- | ---------------- | ---------------- | ---------------- | ---------------- | ---------------- | ---------------- | ---------------- |
| 1996             | 札幌             | 38               | 旧JFL            | 24               | 6                | -                | -                | 3                | 1                | 27               | 7                |
| 1997             | 札幌             | 18               | 旧JFL            | 15               | 8                | 2                | 0                | 3                | 2                | 20               | 10               |
| 1998             | 札幌             | 18               | J                | 34               | 11               | 4                | 1                | 3                | 1                | 41               | 13               |
| 1999             | 札幌             | 18               | J2               | 32               | 15               | 2                | 0                | 2                | 0                | 36               | 15               |
| 2000             | G大阪            | 18               | J1               | 19               | 3                | 2                | 0                | 3                | 1                | 24               | 4                |
| 2001             | G大阪            | 18               | J1               | 27               | 11               | 2                | 0                | 3                | 2                | 32               | 13               |
| 2002             | G大阪            | 18               | J1               | 27               | 11               | 6                | 3                | 2                | 1                | 35               | 15               |
| 2003             | G大阪            | 18               | J1               | 20               | 6                | 4                | 1                | 2                | 2                | 26               | 9                |
| 2004             | G大阪            | 18               | J1               | 22               | 5                | 5                | 0                | 4                | 0                | 31               | 5                |
| 2005             | G大阪            | 18               | J1               | 19               | 2                | 9                | 3                | 1                | 0                | 29               | 5                |
| 2006             | 大宮             | 9                | J1               | 15               | 2                | 1                | 0                | 1                | 0                | 17               | 2                |
| 2007             | 大宮             | 9                | J1               | 26               | 5                | 5                | 1                | 1                | 0                | 32               | 6                |
| 2008             | 大宮             | 9                | J1               | 19               | 2                | 2                | 0                | 1                | 0                | 22               | 2                |
| 2009             | 水戸             | 13               | J2               | 47               | 9                | -                | -                | 1                | 0                | 48               | 9                |
| 2010             | 水戸             | 9                | J2               | 24               | 6                | -                | -                | 0                | 0                | 24               | 6                |
| 2011             | 水戸             | 9                | J2               | 9                | 2                | -                | -                | 2                | 0                | 11               | 2                |
| 2012             | 水戸             | 9                | J2               | 18               | 1                | -                | -                | 1                | 0                | 19               | 1                |
| 通算             | 日本             | 日本             | J1               | 228              | 58               | 40               | 9                | 21               | 7                | 289              | 74               |
| 通算             | 日本             | 日本             | J2               | 130              | 33               | 2                | 0                | 6                | 0                | 132              | 33               |
| 通算             | 日本             | 日本             | 旧JFL            | 39               | 14               | 2                | 0                | 6                | 3                | 47               | 17               |
| 総通算           | 総通算           | 総通算           | 総通算           | 397              | 105              | 44               | 9                | 33               | 10               | 474              | 124              |

その他の公式戦
- 1998年
  - J1参入決定戦 4試合0得点
- Jリーグ初出場 - 1998年3月21日 Jリーグ 1st第1節 vs清水エスパルス
- Jリーグ初得点 - 1998年4月15日 Jリーグ 1st第6節 vs浦和レッドダイヤモンズ

## 代表歴

### 出場大会など
- 1999年 シドニーオリンピックアジア一次予選
- 1999年 コパ・アメリカ パラグアイ大会

### 試合数
- 国際Aマッチ 1試合 0得点 (1999年)

| 日本代表 | 国際Aマッチ | 国際Aマッチ |
| 年       | 出場        | 得点        |
| -------- | ----------- | ----------- |
| 1999     | 1           | 0           |
| 通算     | 1           | 0           |

### 出場
| No. | 開催日         | 開催都市     | スタジアム | 対戦相手   | 結果 | 監督                 | 大会           |
| --- | -------------- | ------------ | ---------- | ---------- | ---- | -------------------- | -------------- |
| 1.  | 1999年07月02日 | アスンシオン |            | パラグアイ | ●0-4 | フィリップ・トルシエ | コパ・アメリカ |

## タイトル

### クラブ
ガンバ大阪
- Jリーグ ディビジョン1：1回 (2005年)

### 個人
- 全国高校サッカー選手権 得点王 (1995年 7得点)